# Esglésies de fusta de l'Arxipèlag de Chiloé
Les esglésies de Chiloé són temples de fusta construïts a l'Arxipèlag de Chiloé a Xile, d'acord amb un esquema tradicional, des de mitjan segle xviii fins a principi del segle xx.

## Patrimoni de la Humanitat
Un conjunt de setze és considerat Monument Històric Nacional de Xile i, des de l'any 2000, Patrimoni de la Humanitat per la UNESCO.
Construïdes enterament de fusta, les esglésies de Chiloé constitueixen un exemple únic de l'arquitectura religiosa a Llatinoamèrica. Són representatives d'una tradició arquitectònica iniciada pels predicadors itinerants jesuïtes als segles xvii i XVIII. Després d'haver estat continuada i enriquida pels franciscans al segle xix, aquesta tradició perdura encara en els nostres dies. A més d'il·lustrar la riquesa cultural de l'arxipèlag de Chiloé, aquestes esglésies testifiquen la fusió de la cultura i les tècniques indígenes amb les europees, la perfecta harmonització de l'arquitectura amb el paisatge i l'entorn físic, i la perdurable continuïtat dels valors espirituals les comunitats illenques.

## Història
Des del segle xvii, els religiosos encarregats de l'evangelització de les illes van ser els Jesuïtes, qui van establir un sistema anomenat Missió circular per fer-se càrrec de totes les comunitats evangelitzades. La Missió Circular durava 8 mesos i significava recórrer en total uns 4000 km en dalca i a peu, però com havien de visitar més de 80 sectors i fer front a les adversitats del clima, l'estada a cada capella durava només un parell de dies i durant la resta de l'any la vida religiosa quedava a càrrec del fiscal. En els primers anys de l'evangelització les esglésies eren construccions rústiques amb sostre de palla.
Per la necessitat de comptar amb més sacerdots, la Companyia de Jesús va sol·licitar al Rei que es permetés la presència de jesuïtes de nacionalitat diferent de l'espanyola. La sol·licitud va ser acceptada i van arribar frares procedents de diferents parts d'Europa, sobretot de Baviera, Hongria i Transsilvània. Aquests sacerdots estrangers van ser els que durant el segle xviii van donar impuls a la construcció d'esglésies més perdurable que les seves antecessores. Ells van aportar els dissenys, inspirats en les esglésies dels seus països, i part de les tècniques de construcció. Per la seva part, els fusters chilotes van aportar la mà d'obra, els materials i tècniques pròpies, moltes de les quals estaven inspirades en la construcció de navilis.
Després de l'expulsió dels jesuïtes, el 1767, la tasca missionera va quedar a càrrec dels Franciscans, però la construcció de temples va continuar mantenint els models inicials i es va crear una tradició arquitectònica mantinguda al llarg de tres segles, anomenada Escola Chilota d'Arquitectura Religiosa en Fusta. Aquesta tradició va evolucionar a través dels anys, passant d'un estil inicial molt adornat a un altre, a mitjan segle xix, molt més sobri, que tenen certa semblança amb el Barroc i el Neoclàssic europeus.
A aquesta escola pertanyen unes 150 de les més de 400 esglésies repartides per l'arxipèlag. D'aquestes 150 esglésies, algunes no han resistit el pas del temps i han caigut o han hagut de ser demolides, però d'altres s'han mantingut dempeus per gairebé 300 anys i són algunes de les construccions en fusta més antigues que queden dempeus al planeta. La necessitat de preservar-les va fer que 16 d'elles fossin declarades Monument Nacional i que l'any 1993, la Fundació Cultural Amics de les Esglésies de Chiloé postulés a aquests 16 temples com candidats per ser Patrimoni de la Humanitat de la UNESCO. Van ser declarades com tals 14 d'elles l'any 2000, estenent-se la inscripció a les 2 restants (esglésies de Chelín i Caguach) a l'any següent.

## Localització

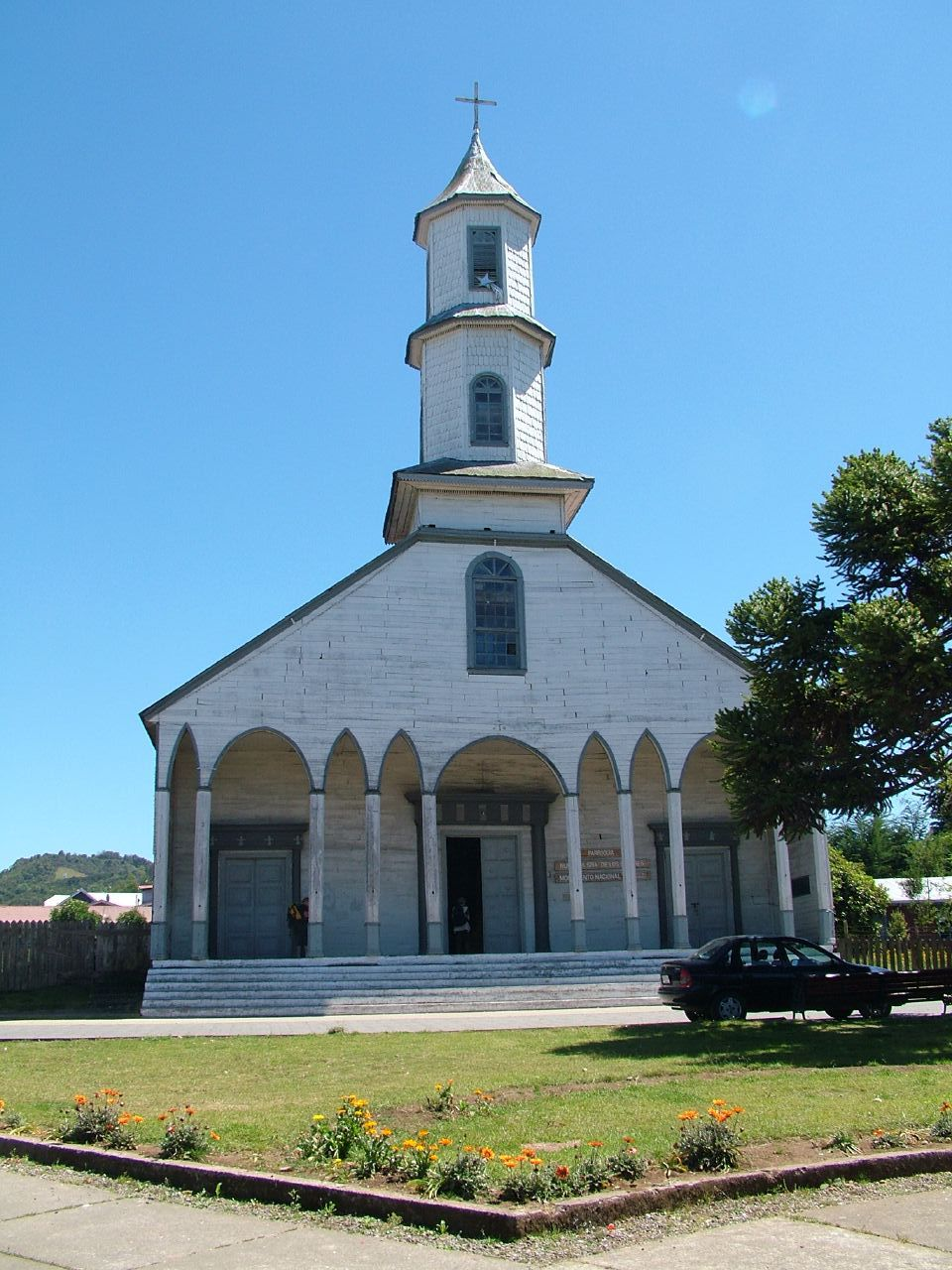
Església de Dalcahue, amb pòrtic de nou arcs i torre de dos cossos octogonals.

| Codi    | Nom                   | Ubicació  | Àrea          | Imatge |
| ------- | --------------------- | --------- | ------------- | ------ |
| 971-001 | Església d'Achao      | Quinchao  | 0,165 ha.     |        |
| 971-002 | Església de Quinchao  | Quinchao  | 1,286 hi ha.  |        |
| 971-003 | Església de Castro    | Castro    | 0,6727 hi ha. |        |
| 971-004 | Església de Rilán     | Castro    | 0,79 hi ha.   |        |
| 971-005 | Església de Nercón    | Castro    | 0,64 hi ha.   |        |
| 971-006 | Església d'Aldachildo | Puqueldón | 4,16 hi ha.   |        |
| 971-007 | Església d'Ichuac     | Puqueldón | 6,8 hi ha.    |        |
| 971-008 | Església de Detif     | Puqueldón | 4,87 hi ha.   |        |
| 971-009 | Església de Vilupulli | Chonchi   | 0,54 hi ha.   |        |
| 971-010 | Església de Chonchi   | Chonchi   | 0,4 hi ha.    |        |
| 971-011 | Església de Tenaún    | Dalcahue  | 0,38 ha.      |        |
| 971-012 | Església de Colo      | Quemchi   | 0,5 hi ha.    |        |
| 971-013 | Església de San Juan  | Dalcahue  | 0,186 hi ha.  |        |
| 971-014 | Església de Dalcahue  | Dalcahue  | 1,56 hi ha.   |        |
| 971-015 | Església de Chelín    | Castro    |               |        |
| 971-016 | Església de Caguach   | Quinchao  |               |        |

## Estructura

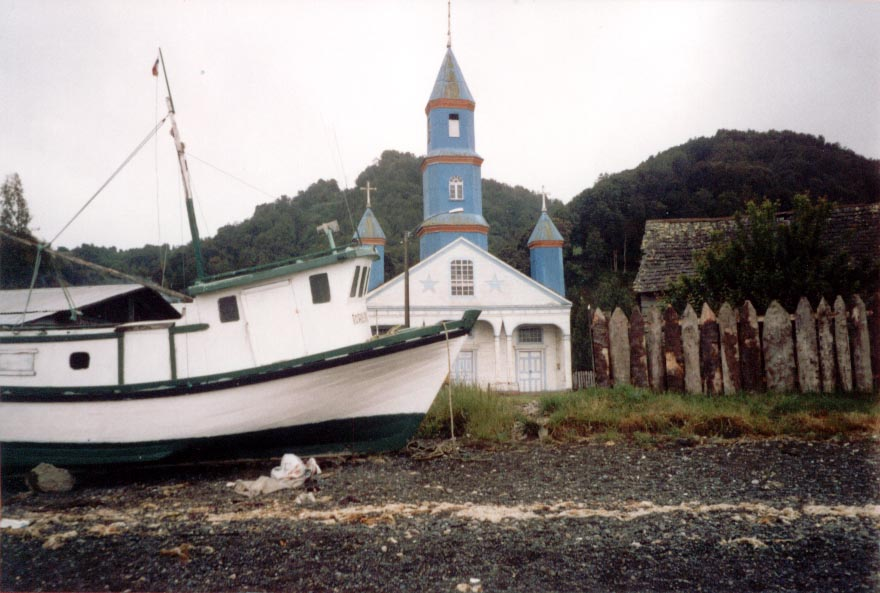
Església de Tenaún.

Les esglésies chilotes segueixen una estructura bàsica comuna amb variacions menors segons la zona geogràfica o l'època de construcció.
L'edifici té forma rectangular amb un sostre a dues aigües i ocasionalment a tres. La façana usualment està en el costat est i davant ella hi ha una esplanada per a les processons. Als llocs de major població aquesta esplanada ha passat a ser la plaça del poble.
La façana consta d'un pòrtic amb arcs d'ornament i una torre amb campanar en la part superior. El nombre usual d'arcs són cinc, però algunes esglésies no els tenen i d'altres en tenen set o nou. Entre el pòrtic i les portes hi ha un espai per guarir-se de la pluja. La torre sol ser de forma octogonal, de dos o tres cossos.
L'interior està format per tres naus, separades per curses de pilars. Sobre el pòrtic hi ha un espai per al cor. Usualment la nau central té el sostre còncau, a semblança del fons d'un pot. Algunes de les esglésies conserven el púlpit.

## Materials
La fusta que es va fer servir per construir aquestes esglésies prové del bosc chilote o dels boscos de la província de Palena. Les bigues, els pilars i la fusta de revestiment intern són de fustes dures i resistents a la humitat, com el xiprer, el mañío o el coigüe. Per unir les porcions més grosses es van usar talossos de fusta de luma, però no és certa la creença difosa a la resta de Xile que les esglésies chilotas es van construir sense claus; totes en tenen als pisos i revestiment exterior.
En la part externa predominen els revestiments de tejuelas de alerce, però també es fan servir taules encadellades als costats i làmines de zenc als sostres.